# Hoornöarna

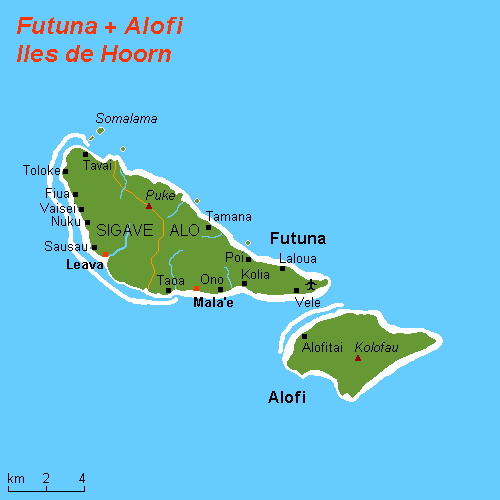
Hoornöarna

Hoornöarna (franska Îles de Horne) är en ögrupp i det franska territoriet Wallis- och Futunaöarna i sydvästra Stilla havet.

## Geografi
Hoornöarna ligger ca 230 km sydväst om Wallisöarna och ca 400 km norr om Fiji. Ögruppen utgör den sydvästra delen av Wallis- och Futunaöarna och tillhör geografiskt Polynesien. Området har en area på ca 94 km² och omges till stora delar av ett korallrev. Den högsta höjden är Mont Kolofau med cirka 366 m ö.h. på Alofi och Mont Singavi med ca 765 m ö.h. på Futunaön. Ögruppen omfattar 2 större öar:
- Alofiön, ca 32 km², ca 1,8 km sydöst om huvudön, ca 20 invånare
- Futuna, ca 62 km², med småöarna Îles Somalama i nordväst

Befolkningen uppgår till ca 4 500 invånare  fördelade på de två traditionella kungadömen Alo med ca 2 800 och Sigave med ca 1 700.

## Historia
Området har varit bebodd av polynesier sedan 800-talet och är historiskt uppdelad i tre kungadömen. På Futunaön grundades Aloriket i den östra delen kring år 1565 och Sigaveriket på den västra delen år 1784. Den lokale monarken ("Tui" eller "Hau") regerar än idag även om denne som övriga monarker i världen har begränsad makt.
Futuna och Alofi upptäcktes den 26 april 1616 av nederländske Jacob Le Maire och Willem Corneliszoon Schouten . 1837 kom franska missionärer till området och konverterade ursprungsbefolkningen till katolicismen. Den franske katolske prästen Pierre Chanel mördades på Futuna den 28 april 1841 och helgonförklarades senare vilket gör honom till det enda helgonet från Polynesien. På platsen står nu Chatedrale de Poi.
Efter upproret bad missionärerna om franskt beskydd 1842 och området utropades till franskt protektorat av franske kapten Mallet vilket dock då ej erkändes av Frankrike. Först den 16 februari 1888 gjordes Alo och Sigave till franskt protektorat under förvaltning från Nya Kaledonien.
1924 blev området en egen koloni och omvandlades sedan den 29 juli 1961 till ett "Territorié d'outre-mer" med viss autonomi och erhöll den 28 mars 2003 slutligen status som franskt "Collectivité d'outre-mer".